# غار کلات
غار کلات مربوط به دوران‌های تاریخی پس از اسلام است و در شهرستان بویراحمد، بخش مرکزی، روستای پیروزگ واقع شده و این اثر در تاریخ ۵ تیر ۱۳۸۴ با شمارهٔ ثبت ۱۱۹۶۶ به‌عنوان یکی از آثار ملی ایران به ثبت رسیده است.